# Metropolia di Dryinoupolis, Pogoniani e Konitsa

Panorama del monastero Panagia Molyvdoskepastos.

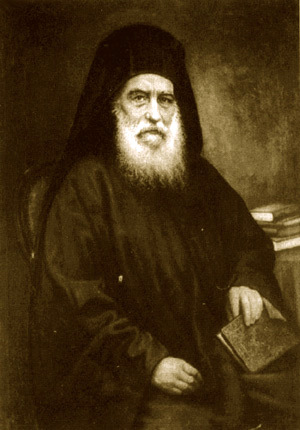
Il patriarca Gioacchino II di Costantinopoli, vescovo di Dryinoupolis dal 1828 al 1835.

La metropolia di Dryinoupolis, Pogoniani e Konitsa (in greco: Ιερά Μητρόπολις Δρυϊνουπόλεως, Πωγωνιανής και Κονίτσης; Ierá Mitrópolīs Drynoupoleos, Pogonianis kai Konitsis) è una diocesi del patriarcato ecumenico di Costantinopoli, pastoralmente affidata alla Chiesa di Grecia, con sede a Delvinaki, in Epiro, dove si trova la cattedrale della Dormizione di Maria.
Dal 28 gennaio 1995 il metropolita è Andrea Trebelas.

## Territorio
La metropolia si trova nella parte settentrionale dell'unità periferica di Giannina, al confine con l'Albania.
Sede del metropolita è la città di Delvinaki, dove si trova la cattedrale della Dormizione di Maria.
Il territorio è suddiviso in 97 parrocchie e comprende diversi monasteri, tra cui quello della Panagia Molyvdoskepastos.
Dal punto di vista canonico, la metropolia fa parte del patriarcato ecumenico di Costantinopoli. Tuttavia, trovandosi in territorio greco, la gestione pastorale è affidata alle cure dell'arcivescovo di Atene e della Chiesa di Grecia.

## Storia
La metropolia trae le sue origini dall'antica sede di epoca romano/bizantina di Adrianopoli di Epiro, località identificabile con Dropull nella prefettura di Argirocastro in Albania. Come tutte le sedi episcopali della prefettura dell'Illirico, fino a metà circa dell'VIII secolo la diocesi di Adrianopoli era parte del patriarcato di Roma; in seguito fu sottoposta al patriarcato di Costantinopoli. Inizialmente suffraganea dell'arcidiocesi di Nicopoli, all'inizio del X secolo la sede è menzionata tra le diocesi suffraganee di Naupacto nella Notitia Episcopatuum attribuita all'imperatore Leone VI.
Sono quattro i vescovi noti di questa sede nel primo millennio cristiano. Eutichio prese parte al brigantaggio di Efeso del 449 e al concilio di Calcedonia del 451. Ipazio sottoscrisse la lettera dei vescovi della provincia dell'Epiro Vetus all'imperatore Leone I nel 458 in seguito all'uccisione del patriarca alessandrino Proterio. Costantino sottoscrisse a sua volta una lettera dei vescovi della sua provincia ecclesiastica a papa Ormisda circa l'ordinazione di Giovanni di Nicopoli (516). Cosma infine partecipò al concilio dell'869 che condannò il patriarca Fozio.
Non si conoscono più vescovi di questa diocesi sino alla fine dell'XI secolo, epoca in cui nelle fonti bizantine la sede ha assunto il nome di Drynopolis. In quest'epoca dal 1020 la diocesi entrò a far parte dell'arcivescovado di Ocrida, e poi, dal 1285 al 1835, fu sottomessa alla metropolia di Giannina. Dal 1318 al 1924 la sede vescovile era ad Argirocastro, oggi in Albania.
Tra il 1813 e il 1821 e poi di nuovo dal luglio 1831 la diocesi fu unita a quella di Himara e Delvinë. Nel mese di luglio 1835 la diocesi fu elevata al rango di metropolia con il nome di Dryinoupolis, Delvinë e Himara (Δρυϊνουπόλεως, Δελβίνου και Χειμάρρας).
In seguito alla creazione dello stato di Albania (1912-1914), il metropolita Basilio Papachristou partecipò attivamente alla creazione della Repubblica Autonoma dell'Epiro del Nord, e per questo motivo fu espulso dal Paese, e pose la sua sede a Delvinaki, in territorio greco. Quando, dopo il 1923, furono definiti i confini tra la Grecia e l'Albania, la metropolia fu limitata al solo territorio greco, mentre il resto della diocesi entrò a far parte della nuova metropolia di Argirocastro della Chiesa ortodossa albanese.
Nel 1926, in seguito alla riorganizzazione delle diocesi del patriarcato di Costantinopoli in territorio greco, la metropolia accorpò parte del territorio dell'antica sede di Pogoniani, che era stata soppressa nel 1863. Due anni dopo, la metropolia, assieme a tutte quelle dei Territori Nuovi (nord della Grecia), furono concessi in gestione alla Chiesa di Grecia. Nel 1936 il Santo Sinodo decise di accorpare la metropolia di Dryinoupolis e Pogoniani con parte di quella di Vella e Konitsa. Da questo momento la metropolia ha assunto il nome attuale.

## Cronotassi
- Eutichio † (prima del 449 - dopo il 451)
- Ipazio † (menzionato nel 458)
- Costantino † (menzionato nel 516)
- Cosma † (menzionato nell'869)
- Metodio † (menzionato nel 1081/1084)
- Tommaso † (prima del 1229 - dopo il 1235)
- Alessio † (menzionato nel 1278)
- Nicodemo † (menzionato verso il 1343)
- Macario † (menzionato verso il 1565)
- Nettario I † (all'epoca del patriarca Geremia II Tranos)
- Giacomo †
- Gabriele I †
- Nettario II †
- Neofito I † (menzionato tra il 1602 e il 1610)
- Matteo I †
- Callinico † (? - 1632 deposto)
- Callisto † (1632 - 1634 deposto)
- Daniele † (1634 - 1636 deceduto)
- Callisto † (1636 - 1639 dimesso) (per la seconda volta)
- Gabriele I † (1639 - 1640 deposto)
- Callisto † (1640 - ?) (per la terza volta)
- Gabriele II † (novembre 1643 - ?)
- Niceforo † (1651 - 1663)
- Partenio † (1663 - 1667)
- Callinico di Giannina † (1667 - 1678 deceduto)
- Raffaele † (1678 - 1708 ?)
- Gioacchino I † (1708 - 1724 dimesso)
- Stefano † (1724 - 1731 deceduto)
- Manuele † (menzionato nel 1758)
- Dositeo I † (menzionato nel 1781)
- Dositeo II † (1810 - 1815)
- Gabriele III † (1819 - 1828)
- Gioacchino Kokkades † (agosto 1828 - luglio 1835 eletto patriarca di Costantinopoli)
- Paisio † (luglio 1835 - 16 settembre 1835 deceduto)
- Neofito II Kekezis † (novembre 1835 - 1841)
- Nicodemo Akris † (novembre 1841 - gennaio 1848)
- Pantelemone † (17 gennaio 1848 - 15 settembre 1867 dimesso)
- Matteo Petridis † (17 settembre 1867 - 2 ottobre 1876)
- Antimo Getzis † (7 ottobre 1876 - 9 aprile 1880 dimesso)
- Clemente Folan † (9 aprile 1880 - 14 maggio 1888 eletto metropolita di Grevena)
- Cosma Eumorphopoulos † (9 giugno 1888 - 14 aprile 1892 eletto metropolita di Veria)
- Costante Matoulopoulos † (30 aprile 1892 - 31 maggio 1894 eletto metropolita di Servia e Kozani)
- Gregorio Prodromou † (4 giugno 1894 - 22 maggio 1899 deposto)
- Luca Petridis † (22 maggio 1899 - 27 agosto 1909 eletto metropolita di Veria)
- Basilio Papachristou † (27 agosto 1909 - 26 febbraio 1936 deceduto)
- Giovanni Vasilikos † (27 febbraio 1936 - 15 marzo 1939 dimesso)
- Demetrio Euthymiou † (29 febbraio 1940 - 18 aprile 1956 eletto metropolita di Giannina)
- Cristoforo Hatzis † (18 aprile 1956 - 24 gennaio 1967 dimesso)
- Sebastiano Economidis † (11 giugno 1967 - 12 dicembre 1994 deceduto)
- Andrea Trebellas, dal 28 gennaio 1995